# Bibliothèque du Sénat

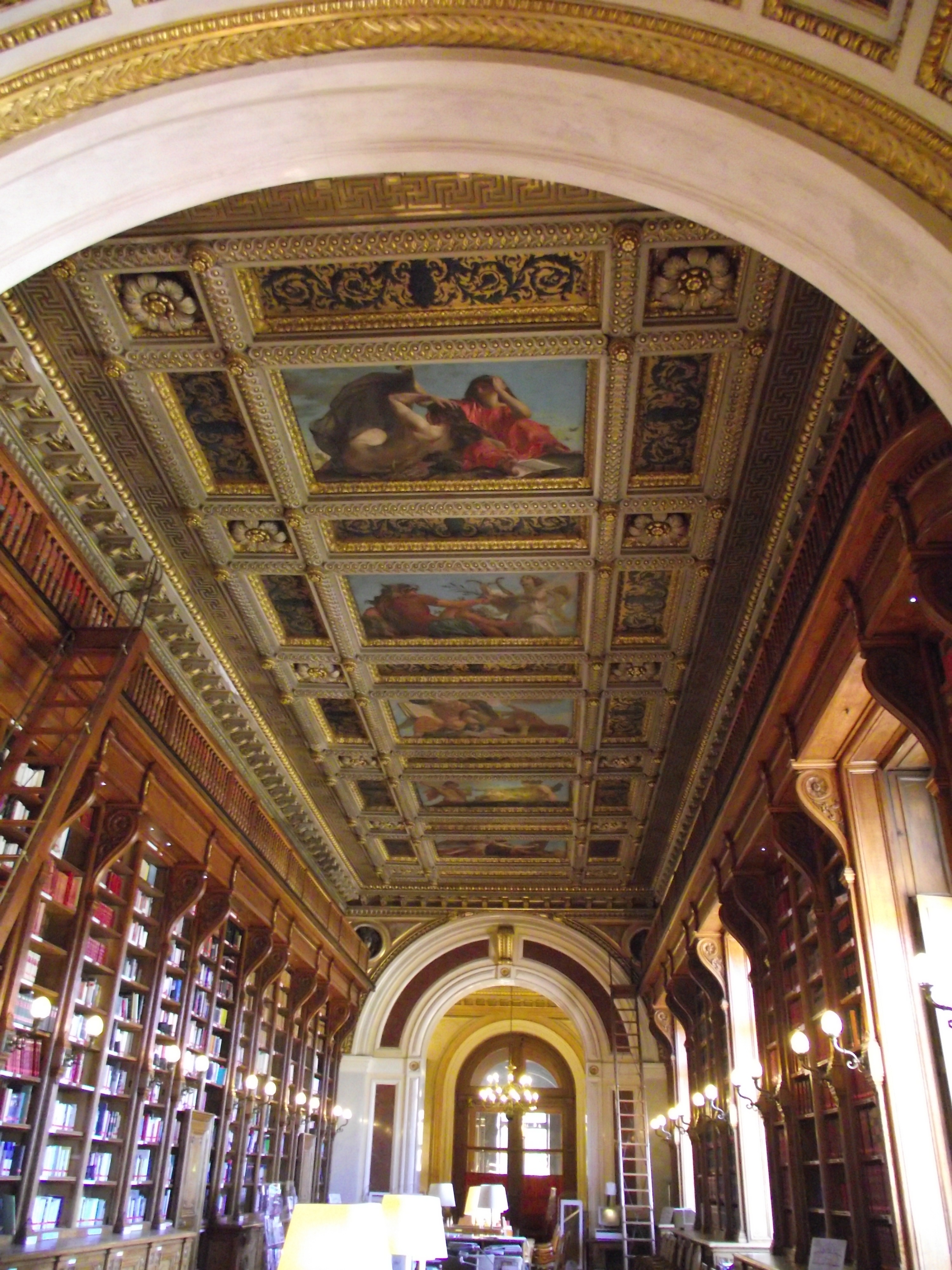
La salle de lecture de la bibliothèque du Sénat.

La bibliothèque du Sénat est une bibliothèque située à Paris au palais du Luxembourg, où siège le Sénat, et destinée aux sénateurs. Elle conserve plus de 430 000 documents entre volumes, manuscrits et estampes.

## Collections
Le fonds de la Bibliothèque comprend 380 000 volumes, dont 12 800 anciens (antérieurs à 1830) et 9 300 considérés comme précieux, ainsi que 6 500 manuscrits et 45 000 estampes.
La Bibliothèque du Sénat a une vocation à la fois patrimoniale et documentaire. Elle conserve en effet un fonds important ancien, hérité en majeure partie de l’époque de la Chambre des pairs. D'autre part, elle a pour mission de constituer un centre de documentation adapté aux exigences des sénateurs pour qu'ils puissent accomplir au mieux leurs missions. Elle possède ainsi des fonds importants liés au droit, à l'administration publique et à la science militaire.

## Salles et décors
La bibliothèque occupe deux grandes galeries au sein du palais ainsi que deux cabinets.

### Salle de lecture
La salle de lecture, encadrée par deux cabinets, occupe une galerie de 52 mètres de long et de 7 mètres de large donnant, à travers sept grandes fenêtres, sur les jardins du Luxembourg. Elle fut aménagée entre 1837 et 1841 par l'architecte Alphonse de Gisors. Elle est notamment ornée d'une coupole dont le décor peint est dû à Eugène Delacroix, œuvre qu'il termina en 1846 et qui représente un Élysée tiré du Chant IV de l'Enfer de Dante. Delacroix a également peint les quatre pendentifs de la coupole, y représentant des allégories, ainsi qu'un cul-de-four, qui figure Alexandre le Grand ordonnant de placer les poèmes d'Homère dans un coffret d'or provenant des dépouilles des Perses après la bataille d'Arbèles. 

### Annexe de la bibliothèque

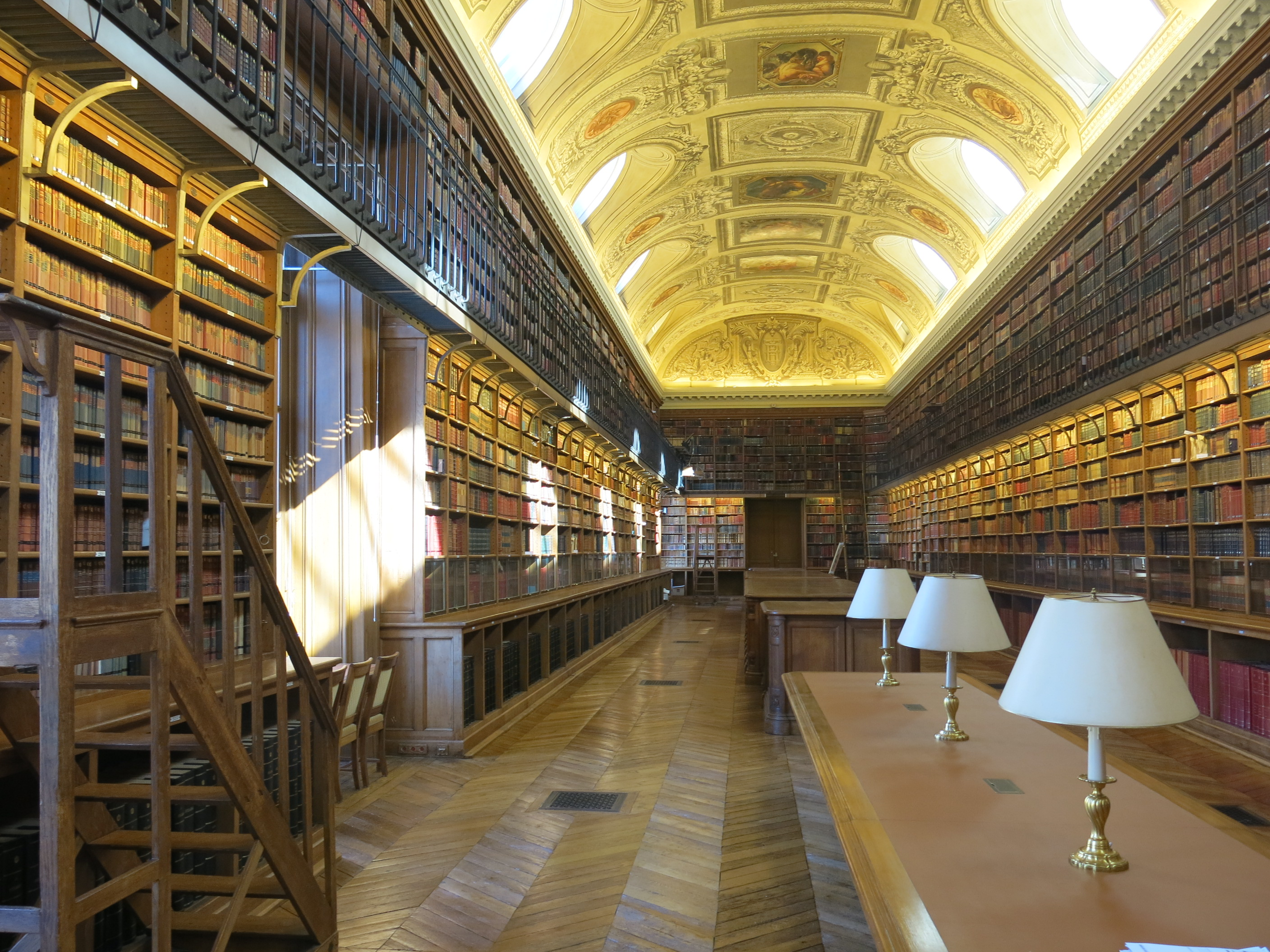
L'annexe de la bibliothèque.

L'autre espace principal est l'annexe de la bibliothèque : elle prend place dans celle qui était la galerie Est du palais, d'abord destinée à abriter à un cycle de tableaux de Rubens sur Henri IV jamais réalisé, puis devenant la salle principale du musée du Luxembourg. Quand le palais du Luxembourg fut affecté au Sénat sous la IIIe République, le besoin de locaux conduit à déplacer le musée dans un autre bâtiment, rue de Vaugirard, et à transformer en 1887 la galerie Est en annexe de la bibliothèque.
C'est alors que sont installés les deux kilomètres de rayonnages en chêne sur lesquels sont conservés 57 000 ouvrages.
Le plafond de l'annexe est orné des Signes du Zodiaque, douze tableaux peints par Jacob Jordaens vers 1640 et achetés par le Sénat en 1802, complétés par L'Aurore d'Antoine-François Callet.
Entre 2001 et 2017, la bibliothèque du Sénat accueille l'émission de débat Bibliothèque Médicis, présentée par Jean-Pierre Elkabbach, sur la chaîne de télévision parlementaire Public Sénat.